# Qadīrpūr
Qadīrpūr (persiska: قديرپور) är en ort i södra Iran. Qadīrpūr ligger 349 meter över havet och folkmängden uppgår till cirka 700 invånare.

## Geografi
Terrängen runt Qadīrpūr är platt åt sydost, men åt nordväst är den kuperad. Närmaste större samhälle är Manūjān, 7 km sydväst om Qadīrpūr. Omgivningarna runt Qadīrpūr är i huvudsak ett öppet busklandskap. I trakten råder ett hett ökenklimat.